# Духовницьке
Духовницьке  — селище міського типу (з 1966) в Росії, центр Духовницького району Саратовської області.
Населення — 5252 осіб.

## Географія

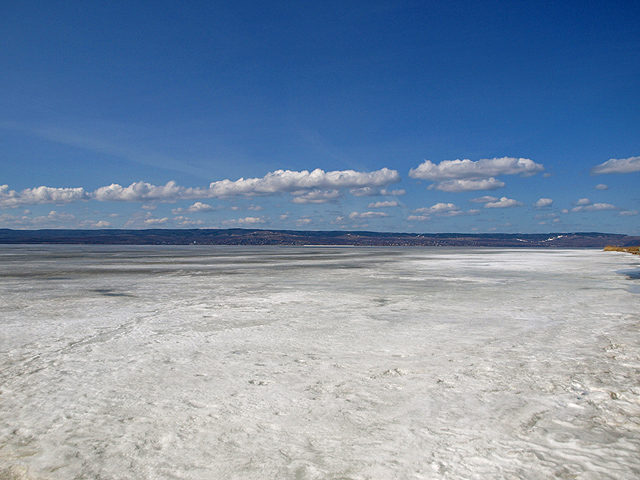
Саратовське водосховище і Хвалинськ, вид з пристані

Селище розташоване на півночі Саратовської області, на лівому березі Волги, навпроти міста Хвалинськ, з яким пов'язане поромним сполученням. Відстань до Саратова — 270 кілометрів, до Самари — 190 кілометрів. З обласного центру в Духовницьке ходить рейсовий автобус. Найближчі залізничні станції Приволзької регіональної залізниці — Топольок і Ішков, 80 кілометрів; відстань до станції Кулатка на протилежному березі Волги — 35 кілометрів. Федеральна траса Р226 проходить за 50 кілометрах на південь від Духовницького.
Розташоване на березі Саратовського водосховища, селище майже півстоліття потерпає через прорахунки з берегоукріпленням. Щорічно Волга забирає 8-16 метрів берега, протяжність якого в районі селища становить 7 кілометрів. Перші роботи з укріплення берега були проведені в 1990-і роки (побудована 300-метрова шпунтова стінка), а у 2010 році берегова лінія Духовницького була укріплена кам'яними відвалами.

## Історія
Першими постійними поселеннями на території Духовницького району були старообрядницькі скити. За даними Державної архівної служби Росії, село Павлівське (також Ново-Павлівка, згодом Духовницьке) утворилася в 1778 при озері Шаганіне за указом Катерини II. До  революції село належало до Липовської волості Самарської губернії. Велика частина земель належала родині заможних поміщиків Протопопових. Основним експортованим товаром волості були ліс і пшениця, які вантажили на пристані в Духовницькому і сплавляли по Волзі. Населення села не перевищувало 200 осіб, за даними перепису 1910 року в селі проживало 87 чоловіків і 92 жінки, були земська станція і лісопильний завод, пароплавна переправа через Волгу.
Після утворення в 1928 році однойменного району, Духовницьке стало його центром. У 1966 році Духовницьке отримало статус селища міського типу.

### Пам'ятки
В Духовницькому встановлені пам'ятники В. І. Леніну, герою громадянської війни П. Ф. Бауліну і жителям району, які загинули в роки нацистсько-радянської війни. На площі перед будівлею адміністрації та будинком культури знаходиться парк, що виходить до набережної. Будинок творчості юних займає будівлю XIX століття, що належала родині Протопопових. Стара церква збереглася в сильно зміненому вигляді. 2012 року було освячено нову будівлю церкви.